# Joseph de Puysseleyr
Joseph F.V.R. de Puysseleyr (Gent, 17 oktober 1918 - Watford, Herefordshire, 9 januari 1945) was een Belgisch piloot. Na de capitulatie van het Belgische leger ontsnapte de luchtmachtcadet De Puysseleyr via Frankrijk naar het min of meer neutrale Marokko.
Hij maakte zijn training in Engeland af en vloog korte tijd in het Belgische 350e squadron. Hij vertrok naar het 541e fotoverkennersquadron. Een vlucht over Berlijn werd hem fataal, op 9 januari 1945 stortte zijn Spitfire kort voor de landing neer op Engelse bodem.
Voor zijn vele gevaarlijke verkenningsvluchten boven bezet Europa ontving hij in 1943 het Distinguished Flying Cross. Hij ontving het Belgische Oorlogskruis met palm in 1943 voor zijn voortreffelijke vliegkunst en zijn vijftig missies waarbij hij 160 uur boven Duitsland vloog. Hij verzamelde in Noorwegen en Noord-Duitsland inlichtingen maar fotografeerde ook boven Zuid-Frankrijk.
Postuum verleende men hem het Kruis der Ontsnapten 1940-1945 en de Belgische Leopoldsorde met palmen.
In Engeland liet Joseph de Puysseleyr een echtgenote achter. Hij was tijdens de oorlog met Pearl Johanna Oxley getrouwd.